# Los-Negros-Insel
Die Los-Negros-Insel ist die zweitgrößte Insel der Admiralitätsinseln, die wie die anderen Inseln der Gruppe zu der Provinz Manus von Papua-Neuguinea gehört.

## Verwaltung und Charakteristika
Administrativ verwaltet von der lokalen Los Negros Rural LLG ist die Insel Teil des Manus District. Die etwa 54 Quadratkilometer große Insel schließt sich direkt östlich an die Hauptinsel Manus an, von der sie durch die nur wenige Meter breite Lonui Passage getrennt liegt. Die Insel ist etwa fünfzehn Kilometer lang, etwa vierzehn Kilometer breit und überwiegend von Flachland aus gehobenen Korallenkalken geprägt. Die Küste der Insel weist zahlreiche tiefe Einschnitte auf, die Buchten, Lagunen und Haffs bilden, so etwa den Hyane Harbour im Osten der Insel. Mit der Hauptinsel Manus und weiteren Inseln bildet die Los-Negros-Insel im Nordwesten eine breite Bucht, den Seeadler Harbor, der einige strategische Bedeutung beikommt. Über die Lonui Passage existiert eine Brücke, die unter anderem den auf Los Negros gelegenen Hauptflughafen der Provinz Manus, den Momote Airport (IATA: MAS, ICAO: AYMO), mit der auf Manus gelegenen Hauptstadt der Provinz Lorengau verbindet.
Im Nordwesten schließen sich die kleineren Koruniat Island und Ndrilo Island an die Los-Negros-Insel an. Etwa 16 Kilometer östlich liegt Pak Island.
Neben dem Momote Airport gibt es auf der Insel die Siedlungen Moakareng, die ehemalige Missionsstation Lonui und die Militärbasis Lombrum Naval Base, die von den Marinestreitkräften Papua-Neuguineas genutzt wird und von 2001 bis 2017 auch das Manus Regional Processing Centre, ein australisches Internierungslager für asylsuchende Boatpeople, beherbergte. Die verbleibenden Asylsuchenden wurden ab Februar 2019 in Unterkünften in Lorengau untergebracht.

## Geschichte
Nach ihrer Entdeckung war die Los-Negros-Insel zunächst ab 1899 Teil der deutschen Kolonie Deutsch-Neuguinea. Nach dem Ersten Weltkrieg gehörte die Insel zum von Australien verwalteten Mandatsgebiet (Territorium Neuguinea).

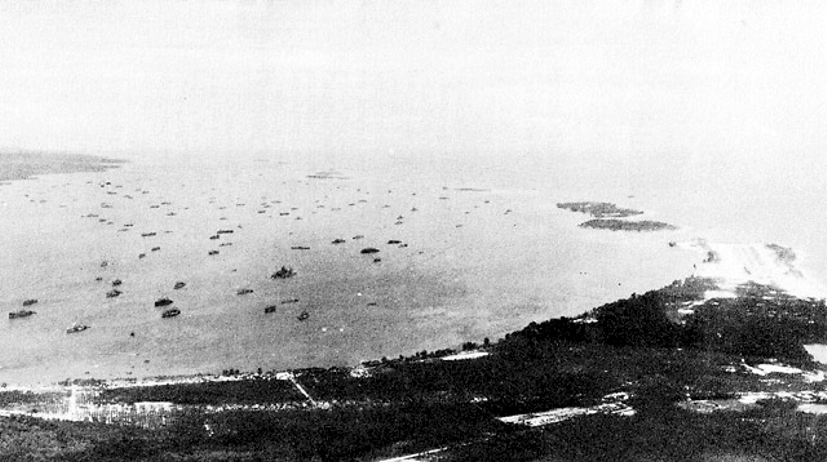
Luftaufnahme von Seeadler Harbor, ca. 1945. Die Los-Negros-Insel im Vordergrund.

Während des Zweiten Weltkriegs besetzten im April 1942 japanische Truppen die Admiralitätsinseln. Auf der Los-Negros-Insel wurde an der Ostküste die 1220 m lange Start-/Landebahn sowie eine Basis bei Lombrum errichtet. Insgesamt befanden sich rund 4600 japanische Soldaten auf den Admiralitätsinseln.
Im Februar 1944 wurde die Los-Negros-Insel von alliierten Streitkräften als Teil der Schlacht um die Admiralitätsinseln zurückerobert. Im Sommer 1944 wurden die vorhandenen japanischen Anlagen zu einem bedeutenden Luft- und Seestützpunkt ausgebaut, der bis September 1945 von alliierten Streitkräften genutzt wurde. Nach Sanierungsarbeiten ab 1950 nutzte die Royal Australian Navy die militärischen Einrichtungen weiter. Die Basis in Lombrum wurde zunächst HMAS Seeadler genannt, kurze Zeit später aber in HMAS Tarangau umbenannt. Sie diente von Juni 1950 bis April 1951 auch als Gerichtsort für japanische Kriegsverbrecher. 
Die Basis und der Flughafen werden heute von Papua-Neuguinea genutzt.